# Inderhavnsbroen
Inderhavnsbroen (Übersetzung: Innere Hafenbrücke) ist eine bewegliche Brücke für Fuß- und Radverkehr,  die den Inneren Hafen Kopenhagens überspannt. Sie verbindet den westlich gelegenen Ortsteil Nyhavn mit dem östlich gelegenen Ortsteil Christianshavn.

## Geschichte
Die Brücke wurde am 7. Juli 2016 eröffnet – drei Jahre nach dem geplanten Eröffnungstermin im Februar 2013.
Die Insolvenz der beauftragten Baufirma hatte den Bau zunächst verzögert. Erst kurz vor der tatsächlichen Eröffnung stellte sich zudem heraus, dass sich die beweglichen Brückenteile aufgrund der Sommerhitze verzogen hatten. Dadurch wichen sie um wenige Zentimeter vom Plan ab, so dass der Verbindungsmechanismus die Brücke nach einer Öffnung nicht wieder zusammenführen konnte.

## Brückenart
Aufgrund ihrer Bauform als zweiseitige Schubbrücke erhielt die Inderhavnsbro den Spitznamen Kyssebroen („Küssende Brücke“). Wenn Schiffe den Hafen auf der Brückenseite durchqueren möchten, werden die beweglichen Brückenteile eingezogen und ruhen in der U-förmigen, nicht-beweglichen Basis der Brücke, wie eine Zunge in einem Mund. Anschließend werden beide Teile wieder ausgefahren und treffen sich auf halber Strecke – was viele Zuschauende an küssende Zungen erinnerte.